# Enrico degli Scrovegni

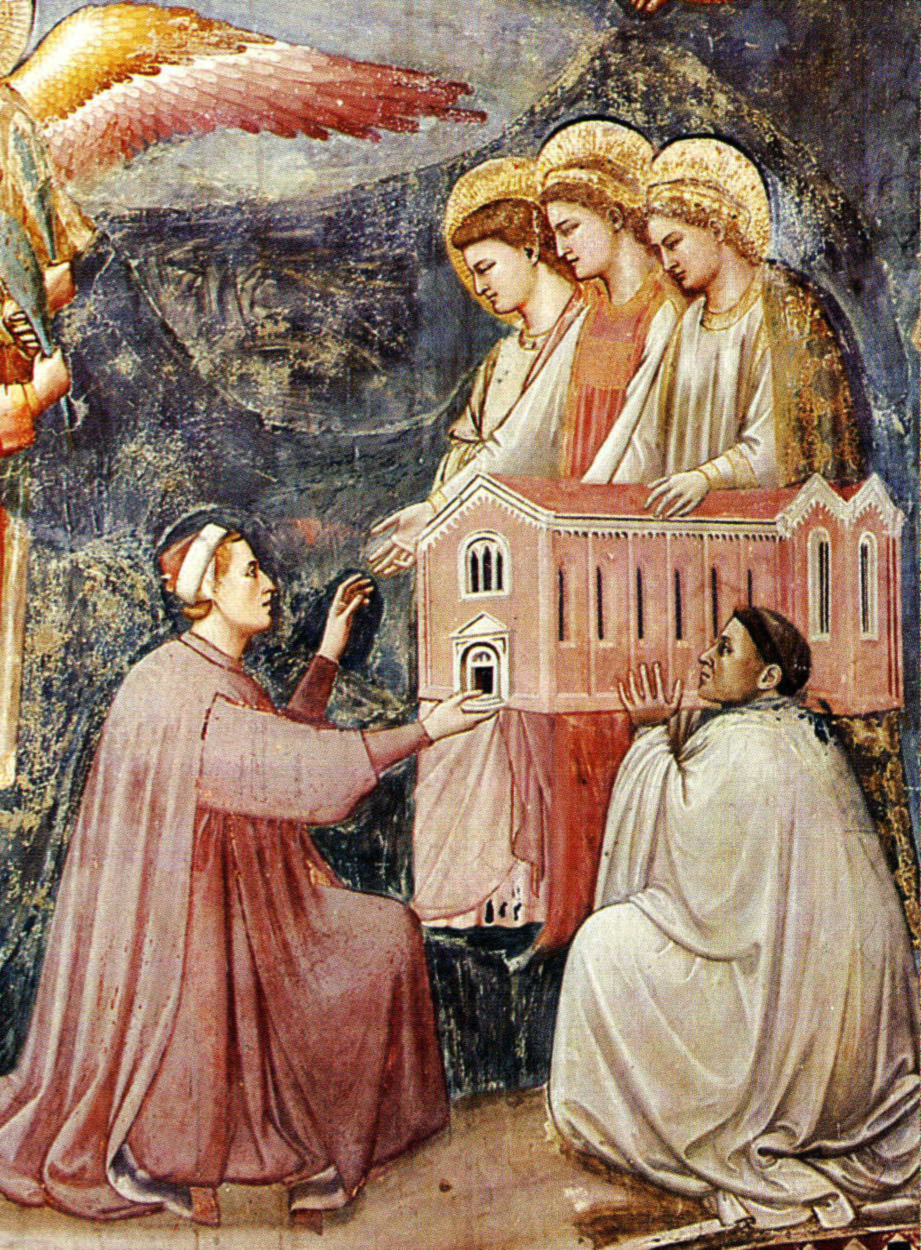
Giotto, Enrico degli Scrovegni dona agli angeli una riproduzione della cappella degli Scrovegni (1302)

Enrico degli Scrovegni (Padova, ... – Venezia, post 1336) è stato un banchiere, politico e mecenate italiano.

## Biografia
Era figlio dell'usuraio Rinaldo degli Scrovegni, messo da Dante nell'Inferno.
Si dedicò infatti a potenziare l'attività monetaria avviata dal padre, utilizzandola come strumento per l'ascesa politica. L'erezione a Padova della nota Cappella degli Scrovegni, nella zona dell'Arena, gli permise di rafforzare l'amicizia con la Chiesa, e consolidò i legami con la nobiltà sposando la sorella di Ubertino da Carrara e, in seconde nozze, la figlia di Francesco d'Este, Iacobina.
Enrico fu inizialmente fautore dell'ascesa della signoria carrarese a Padova (con la prima moglie), per questo ebbe le case saccheggiate dalla plebe padovana; successivamente, non condividendo le scelte di Giacomo I da Carrara nei confronti di Cangrande della Scala, decise di lasciare la città per stabilirsi con la famiglia a Venezia (1320-1328). Tornò a Padova solo per un breve periodo, nel 1328, quando lo Scaligero la occupò; ma l'ascesa di Marsilio da Carrara, marito di sua nipote, lo riportò in laguna, dove avviò una nuova organizzazione di prestito.